# Wilaya d'El Oued
La wilaya d'El Oued (/ɛl.wɛd/ ), (en arabe : ولاية الوادي / en berbère : Suf / en tifinagh : ⵙⵓⴼ), est une wilaya algérienne, ayant pour chef-lieu la ville éponyme d'El Oued, située au Sud-Est de l'Algérie. La wilaya existe depuis 1984, elle compte douze daïras et trente communes jusqu'en 2019, puis, respectivement, onze et vingt-deux depuis cette date à la suite de la création de la wilaya d'El M'Ghair.

## Géographie

Organisation territoriale de la wilaya avant 2019.

### Situation
La wilaya d'El Oued est située au nord-est du Sahara algérien. Elle est délimitée :
- au nord, par les wilayas de Tebessa, Khenchela et Biskra
- A l'ouest par les wilayas d'El M'Ghair et de Touggourt ;
- au sud et par la wilaya de Ouargla ;
- et à l'est par la Tunisie.

| Biskra                | Khenchela        | Tébessa |
| Touggourt, El M'Ghair | wilaya d'El Oued | Tunisie |
| Ouargla               | Ouargla          | Tunisie |

### Relief
La wilaya se situe au nord de la mer des dunes du grand erg oriental.

## Histoire auxXIXesiècleetXXesiècle
- Conquête de l'Algérie par la France (1830-1902)
- Unités sahariennes françaises, Compagnies méharistes sahariennes

## Toponymie
Cette région est aussi appelée Souf. En effet fleuve est traduit par « oued » en arabe et « souf » en berbère ("assouf" en berbère zénète).

## Organisation de la wilaya

### Walis
Le poste de wali de la wilaya d'El Oued a été occupé par plusieurs personnalités politiques nationales depuis sa création le 4 février 1984 par la loi no 84-09 qui réorganise le territoire algérien en portant le nombre de wilayas de trente et une à quarante-huit.
| N° | Wali                  | Début             | Fin               |
| -- | --------------------- | ----------------- | ----------------- |
| 1  | Mohamed Boutemadja    | 4 avril 1984      | 26 juillet 1989   |
| 2  | Abdelkebir Matali     | 26 juillet 1989   | 2 novembre 1993   |
| 3  | Ali Bedrici           | 2 novembre 1993   | 12 juillet 1997   |
| 4  | Rachid Fatmi          | 12 juillet 1997   | 22 août 1999      |
| 5  | Azzedine Mecheri      | 22 août 1999      | 4 août 2001       |
| 6  | Omar Hattab           |                   | 11 août 2005      |
| 7  | Mostefa Layadi        | 11 août 2005      | 30 septembre 2010 |
| 8  | Maâmar Alaïli         | 30 septembre 2010 | 4 mars 2013       |
| 9  | Mohamed Mounib Sendid | 4 mars 2013       | 24 octobre 2013   |
| 10 | Salah El Affani       | 24 octobre 2013   | 22 juillet 2015   |
| 11 | Mohamed Bouchemma     | 22 juillet 2015   | juillet 2017      |
| 12 | Abdelkader Bensaïd    | juillet 2017      | 31 août 2020      |
| 13 | Abdelkader Rakaa      | 31 août 2020      | 14 septembre 2022 |
| 14 | Saïd Akhrouf          | 14 septembre 2022 | 5 novembre 2024   |
| 15 | Larbi Bahloul         | 5 novembre 2024   | en cours          |

### Wilaya déléguée
| Code | Wilaya déléguée | Daïras |
| ---- | --------------- | ------ |
|      |                 |        |

### Daïras
La wilaya d'El Oued compte 10 daïras.

### Communes
La wilaya d'El Oued compte 22 communes.

## Santé
- Hôpital Bachir Bennacer (El Oued)

## Sport
- Football :- CRB El-Oued ; crée en 1974 .

## Économie
À l'origine El Oued vivait des dattiers et d'agriculture vivrière dans des cuvettes appelées ghots (voir le film de Lakhdar Amina : Vent de sable qui décrit la vie des soufis au début du XXe siècle). Après l'indépendance les soufis se sont tournés vers l'artisanat et le commerce. On compte parmi eux certains des commerçants et entrepreneurs les plus importants du pays. Depuis quelques années et avec l'aide des autorités on note un regain d'activité dans l'agriculture (pommes de terre, dattes, légumes etc). 
La wilaya abrite la zone industrielle de Kouinine, parmi les entreprises implantées, les Parfums Wouroud.